# Stazione di Musashi-Urawa
La stazione di Musashi-Urawa (武蔵和駅?, Musashi-Urawa-eki) è una stazione ferroviaria situata nella città di Saitama, nella prefettura di Saitama in Giappone, nel quartiere di Minami-ku. La stazione è servita unicamente dalla linea Saikyō della JR East.

## Storia
La stazione venne aperta il 30 settembre 1985.

## Linee e servizi
- East Japan Railway Company
  - ■ Linea Saikyō
  - ■ Linea Musashino

## Struttura
La stazione è divisa in due parti, una per la linea Saikyō, e una per la linea Musashino, le quali si incrociano diagonalmente. Entrambe le strutture sono realizzate su viadotto, il più alto dei quali è quello della linea Saikyō (con due marciapiedi a isola e quattro binari passanti). Lungo i binari di quest'ultima passano anche quelli del Tōhoku Shinkansen. La linea Musashino è costituita da due binari passanti con due marciapiedi laterali.
Sono altresì disponibili ascensori, scale fisse e mobili.
La stazione, includente un mezzanino e diverse attività commerciali si distribuisce su due piani sottostanti i binari, e sono presenti un supermercato, un vasto reparto gastronomia, una libreria, e alcuni ristoranti e cafe, molto utilizzati, anche grazie al passaggio di circa 150.000 persone al giorno.
| 1   | ■ Linea Musashino | per Shin-Matsudo, Nishi-Funabashi, Tokyo e Kaihin-Makuhari           |
| 2   | ■ Linea Musashino | per Kita-Asaka, Higashi-Tokorozawa, Nishi-Kokubunji e Fuchū-Hommachi |
| 3-4 | ■ Linea Saikyō    | per Akabane, Shinjuku, Ōsaki e Shin-Kiba                             |
| 5-6 | ■ Linea Saikyō    | per Ōmiya e Kawagoe                                                  |

## Stazioni adiacenti
| «               | Servizio         | »            |
| Linea Saikyō    | Linea Saikyō     | Linea Saikyō |
| --------------- | ---------------- | ------------ |
| Kita-Toda       | Locale           | Naka-Urawa   |
| Toda-Kōen       | Rapido           | Yonohommachi |
| Akabane         | Rapido pendolari | Ōmiya        |
| Linea Musashino |                  |              |
| Nishi-Urawa     | Locale           | Minami-Urawa |
| Ōmiya           | Shimōsa          | Minami-Urawa |